# Ononis paralias
Ononis paralias är en ärtväxtart som beskrevs av Harald Förther och Dieter Podlech. Ononis paralias ingår i släktet puktörnen, och familjen ärtväxter. Inga underarter finns listade i Catalogue of Life.